# Diario de un loco
Diario de un loco, también conocido como Memorias de un loco o Apuntes de un loco (en ruso Записки сумасшедшего) es una novela corta (póvest) del escritor Nikolái Gógol que relata la historia de un burócrata que escribe en su diario lo que le sucede. Poco a poco va relatando su descenso a la locura. Primero se ven pequeñas cosas como fechas que no concuerdan, luego perros hablando y mandando correspondencia, y sus comentarios a través de la historia son cada vez más raros hasta que pierde la cordura completamente.

## Introducción a la trama
Aunque las autoridades médicas del siglo XIX destacaron la exactitud de la descripción de Gógol sobre el curso de la locura, el texto en sí (con la excepción del título) nunca cruza la frontera hacia la objetivación. Todo se cuenta exclusivamente desde el punto de vista del protagonista, y las conclusiones sobre él y lo que le ocurre sólo pueden deducirse alguna vez de la narración solipsista y cada vez más fantástica de los sucesos y pensamientos registrados en su diario. Las entradas mezclan desordenadamente un recuento en tiempo pasado de los acontecimientos del día con el registro en tiempo presente de pensamientos y asociaciones relacionados con ellos. Comienza con un formato estándar de diario basado en fechas, pero en cierto momento incluso las fechas adquieren una forma irracional, como si el sentido del tiempo convencional del escritor se hubiera disuelto.